# ألان خان
ألان خان (بالإنجليزية: Alan Khan) هو مقدم برامج إذاعية جنوب أفريقي، ولد في 17 ديسمبر 1971 في ديربان في جنوب أفريقيا.